# Lady (Polska)
Lady – wieś w Polsce położona w województwie podlaskim, w powiecie hajnowskim, w gminie Czyże. W latach 1975–1998 miejscowość administracyjnie należała do województwa białostockiego.
Przez miejscowość przepływa niewielka rzeka Łoknica, dopływ Narwi. Wieś w 2011 roku zamieszkiwały 43 osoby
Prawosławni mieszkańcy wsi należą do parafii św. Antoniego Pieczerskiego w Kuraszewie, a wierni kościoła rzymskokatolickiego do parafii Wniebowzięcia Najświętszej Maryi Panny i św. Stanisława Biskupa i Męczennika w Narwi.

## Historia
Wieś znajduje się na terenie założonego w 1559 roku folwarku. Pierwsza wzmianka o niej pochodzi z Lustracji Województwa Podlaskiego z 1576 roku, gdzie odnotowano młyn oraz staw. W 2 połowie XVIII wieku miejscowy folwark wchodził w skład dóbr Jana Klemensa Branickiego. Na mapie z 1817 roku „Karta Dworu Ladzkiego. [...] Karta Wsi Kuraszewa" zaznaczono nad południowym brzegiem rzeki Łoknicy niewielki pałac z ogrodami wraz z budynkiem Guberni.
Według spisu z XIX wieku wieś zamieszkiwało 162 osoby.

## Architektura
W północno-wschodniej części miejscowości, na granicy z wsią Kuraszewo znajduje się prawosławna drewniana kaplica Świętych Braci Machabeuszy wybudowana w 1942 z inicjatywy Teodora Pawluczuka. Kaplica podllega parafii w Kuraszewie. Nieopodal budynku znajduje się źródełko otoczone krzyżami ofiarnymi.

## Turystyka

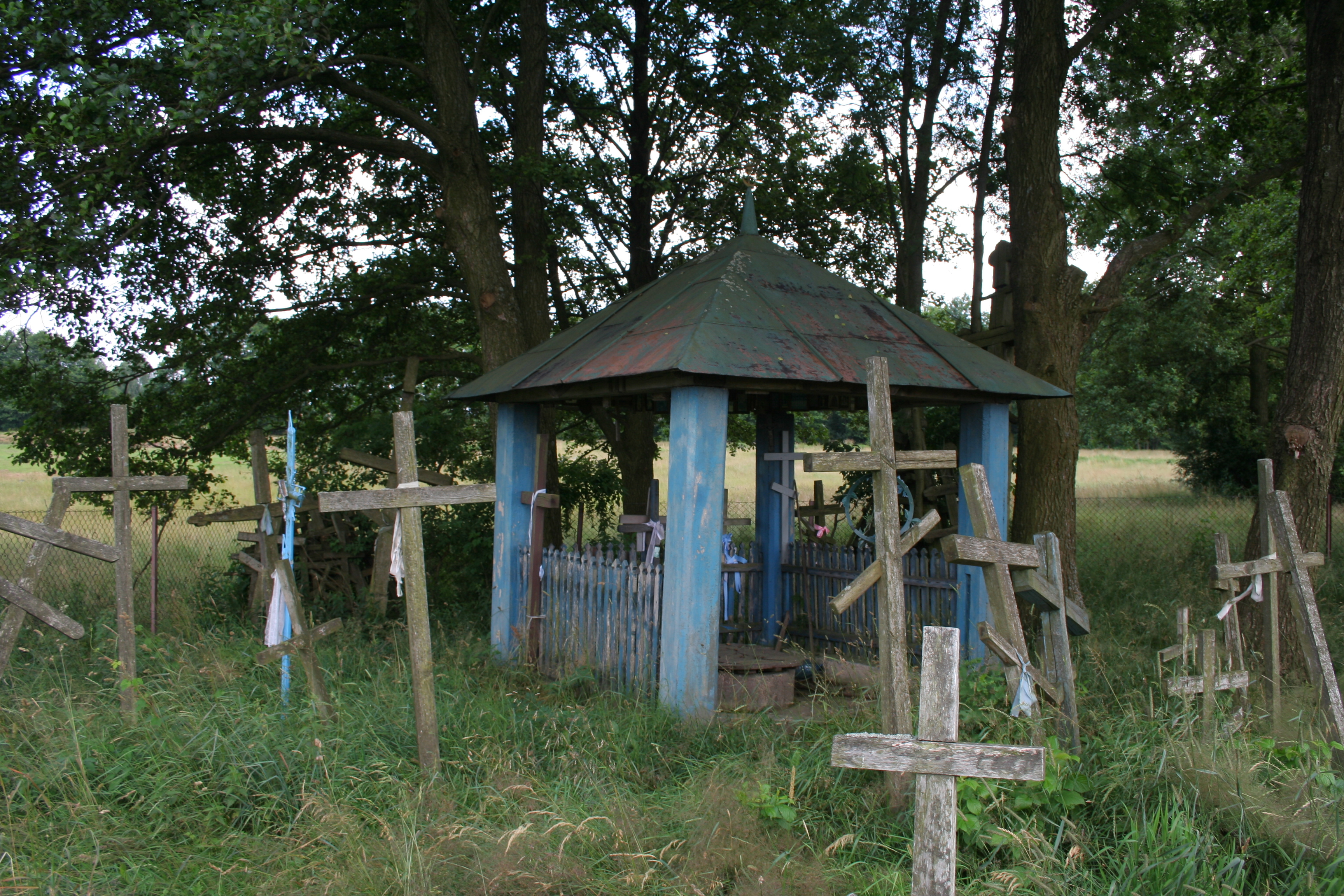
Źródełko z cudowną wodą otoczone krzyżami ofiarnymi w Ladach

Przez wieś przebiegał tzw. Carski Szlak (Carski Hostineć) biegnący przez Bielsk do Białowieży, którym podróżowali rosyjscy carowie oraz książęta i arystokraci.